# Idactus
Idactus es un género de escarabajos longicornios de la tribu Ancylonotini.

## Especies
- Idactus ashanticus Breuning, 1960
- Idactus bettoni Gahan, 1898
- Idactus blairi Breuning, 1935
- Idactus browni Breuning, 1981
- Idactus burgeoni Breuning, 1935
- Idactus coquereli (Fairmaire, 1890)
- Idactus cristulatus (Fairmaire, 1886)
- Idactus ellioti damarensis Breuning, 1938
- Idactus ellioti fasciculosus Aurivillius, 1903
- Idactus ellioti Gahan, 1890
- Idactus ellioti klingi (Kolbe, 1893)
- Idactus ellioti verdieri Lepesme & Breuning, 1956
- Idactus flavovittatus Breuning, 1935
- Idactus hieroglyphicus (Taschenberg, 1883)
- Idactus konso Quentin & Villiers, 1981
- Idactus lateralis Gahan, 1898
- Idactus maculicornis boulardi Teocchi, Sudre & Jiroux, 2010
- Idactus maculicornis Gahan, 1890
- Idactus minimus Teocchi & Sudre, 2002
- Idactus multifasciculatus Breuning, 1938
- Idactus nigroplagiatus Breuning, 1935
- Idactus paramaculicornis Breuning, 1973
- Idactus rusticus Aurivillius, 1916
- Idactus spinipennis Gahan, 1890
- Idactus strandi Breuning, 1935
- Idactus strandi plurifasciculatus Breuning, 1955
- Idactus tridens Pascoe, 1864
- Idactus tuberculatus (Quedenfeldt, 1885)